# Barcelona–Vallès-vasútvonal
A Barcelona–Vallès-vasútvonal egy 48,1 km hosszú, kétvágányú vasútvonal Spanyolországban, Barcelona és Terrassa között. 1863 június 24.-én nyílt meg, eredetileg 1672 mm-es nyomtávolsággal, melyet később 1435 mm-es nyomtávolságra építettek át. A vonal 1500 V egyenárammal villamosított. Nevét a Vallès nevű történelmi régióról kapta.

## Szerepe a helyi közlekedésben
Barcelonán belül Plaça de Catalunya és Sarrià állomás között 6-os jelzéssel a városi gyorsvasúti hálózat részeként működik a vasútvonal. Szárnyvonala 7-es metróvonalként Avinguda Tibidabo állomásig közlekedik. A vasútvonalat 1996-ban integrálták a helyi tömegközlekedésbe, akkor kapták a 6-os és 7-es vonal számokat.

## Története
A Barcelona-Vallès vonalat 1863-ban nyitották meg a régi ibériai 1672 mm-es nyomtávval, majd 1905-ben villamosították és átépítették normál nyomtávra (1435 mm).
A jelenlegi FGC-tábla a Sabadell-Rambla állomáson. Ezt az állomást a városban további állomások építésével váltották fel.
Sabadell metró (katalánul és spanyolul: Metro de Sabadell), a sabadelli földalatti metróvonal neve. Ezt a katalán kormány tulajdonában lévő vasúttársaság, a Ferrocarrils de la Generalitat de Catalunya üzemelteti. A metróvonal építése 2006 végén kezdődött, és 2011-re vagy 2012-re kellett volna befejeződnie, attól függően, hogy végül melyik projekt mellett dönt az FGC. A 2008-2014-es spanyol pénzügyi válság miatt azonban a munkálatokat ideiglenesen leállították, de később újraindították, és az első szakasz két szakaszban, 2016 szeptemberében és 2017 júliusában nyílt meg.
A tervezett vonal összeköti Sabadell városközpontját az északi városrészekkel, ahol csatlakozik a Renfe országos vonalához, és hatékonyan összeköti a várost Barcelonával az FGC fővonalain keresztül. A jelenlegi általános FGC-vonal végállomása, a Sabadell - Rambla nevű állomás megszűnik, mivel azt ez a hálózat fogja helyettesíteni. Az eredeti projekt, ha megvalósul, 4,2 km hosszú lesz. Kritika érte, hogy olyan metróvonalat terveztek, amely szinte párhuzamosan futna a Renfe vonalával, amit nem tartottak elég hatékonynak egy Sabadell méretű város igényeinek kielégítésére. Emellett a Sabadell Cruïlla nevű polgári társulás egy nagyobb metrórendszer kiépítését javasolta, amely összekötné Sabadellt a közvetlen régió más nagyvárosaival, például Terrassával és Granollersszel, emellett pedig több módosítást is javasolt az eredeti tervhez képest, hogy a metróvonal elérje Torreromeut és Polinyát.
A Terrassa Metro a katalán kormány tulajdonában lévő katalán vasúttársaság, a Ferrocarrils de la Generalitat de Catalunya (FGC) által üzemeltetett jelenlegi metró neve a spanyolországi Katalóniában, Terrassában. Pontosabban úgy lehetne meghatározni, mint a már meglévő FGC ingázó vonathálózat földalatti kiegészítését a városban, amely Barcelona metropolisz területén található. A metróvonal építését 2008-ban kezdték volna meg, és a befejezés időpontját 2010-re becsülték. A tervezett vonal összeköti a már meglévő FGC Terrassa - Rambla állomást a városban található Renfe vasútvonallal, és a város területének nagyobb részét fogja lefedni, beleértve a Katalán Műszaki Egyetem Terrassában található iskoláit is. A Can Roca-i alagút építése 2007 áprilisában kezdődött. 2007-ben a Generalitat de Catalunya közölte, hogy 178,8 millió eurós költségvetés áll majd rendelkezésre a terrassai metró építésére, amely az S1-es FGC vonalhoz tartozó terrassai vasútállomások kiegészítéséből fog állni. Az FGC és a Renfe költségvetésének együttes összege 321 millió euró lesz. Maga a Renfe egy újabb állomást fog építeni a városban: Terrassa Est - Passeig del Camp[11] Az FGC által üzemeltetett Vallès vonal egyes részei 1996 óta valójában Metro del Vallès gyűjtőnéven ismertek, amely magában foglalja majd a Terrassa szolgáltatást és az S2 meghosszabbítását, amely a majdnem szomszédos Sabadell településen Sabadell metróvá válik, és amely már építés alatt áll.

## Járművek
| Sorozat     | Kép | Típus               | Max sebesség | Max sebesség | Szám | Kocsik száma szerelvényenként | Ülőhelyek száma | Teljes kapacitás | Szolgálatba állás ideje | Megjegyzések |
| Sorozat     | Kép | Típus               | km/h         | mph          | Szám | Kocsik száma szerelvényenként | Ülőhelyek száma | Teljes kapacitás | Szolgálatba állás ideje | Megjegyzések |
| ----------- | --- | ------------------- | ------------ | ------------ | ---- | ----------------------------- | --------------- | ---------------- | ----------------------- | ------------ |
| 112 sorozat |     | Villamos motorvonat | 90           | 56           | 22   | 4                             | 232             | 722              | 1995–1996, 2003         | [ 10 ]       |
| 113 sorozat |     | Villamos motorvonat | 90           | 56           | 19   | 4                             | 188             | 780              | 2014                    | [ 11 ]       |
| 114 sorozat |     | Villamos motorvonat | 90           | 56           | 5    | 3                             | 124             | 605              | 2014                    | [ 12 ]       |